# Гуальтьери, Паоло Рокко
Паоло Рокко Гуальтьери (итал. Paolo Rocco Gualtieri; род. 1 февраля 1961, Мессина, Италия) — итальянский прелат и ватиканский дипломат. Титулярный архиепископ Сагоне с 13 апреля 2015. Апостольский нунций на Мадагаскаре с 13 апреля 2015 по 3 августа 2022. Апостольский нунций на Сейшельских Островах с 26 сентября 2015 по 3 августа 2022. Апостольский нунций на Маврикии с 24 октября 2015 по 3 августа 2022. Апостольский делегат на Коморах с 13 ноября 2015 по 3 августа 2022. Апостольский нунций в Перу с 3 августа 2022